# Pudeng
Pudeng is een bestuurslaag in het regentschap Aceh Besar van de provincie Atjeh, Indonesië. Pudeng telt 274 inwoners (volkstelling 2010).